# Banur, Kadur
Banur là một làng thuộc tehsil Kadur, huyện Chikmagalur, bang Karnataka, Ấn Độ.